# 学校法人上野学園 (東京都)

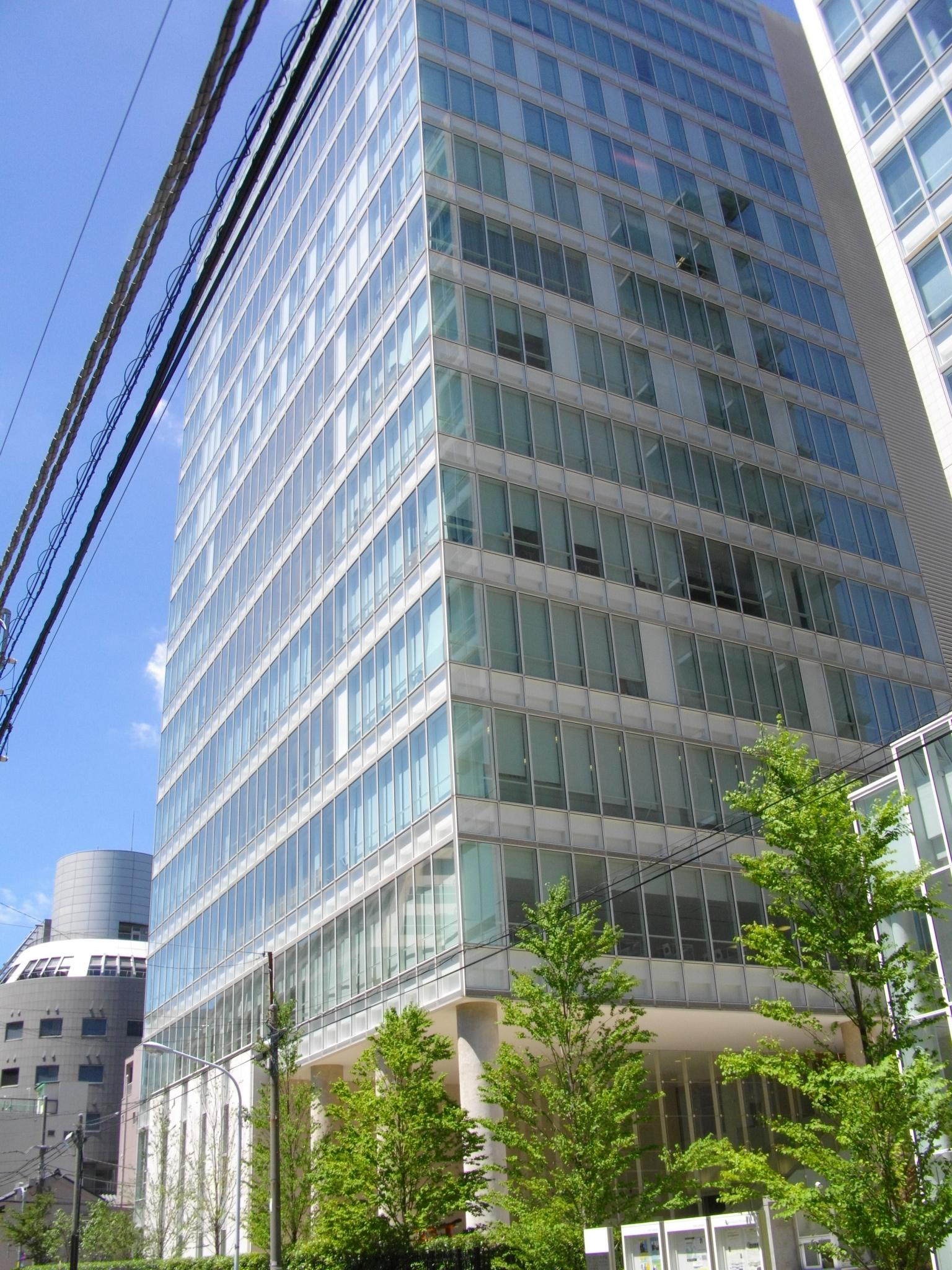
学校法人上野学園

学校法人上野学園（がっこうほうじん うえのがくえん）は、東京都台東区に本部を置く学校法人。音楽大学である上野学園大学とその附属校を設置する。
広島県に本部を置き、広島市内で専門学校を経営する学校法人上野学園 (広島県)とは無関係である。

## 設置校
- 上野学園大学
- 上野学園大学短期大学部
- 上野学園中学校・高等学校

## 沿革
- 1904年（明治37年） - 上野桜木町に前身の上野女学校を創立
- 1910年（明治43年） - 上野高等女学校として認可
- 1946年（昭和21年） - 財団法人上野学園へ改組
- 1947年（昭和22年） -  上野学園中学校を設置
- 1948年（昭和23年） - 上野学園高等学校を設置
- 1951年（昭和26年） - 学校法人上野学園へ改組
- 1952年（昭和27年） - 上野学園短期大学設置
- 1956年（昭和31年） - 上野学園大学設置
- 2020年（令和2年） - 上野学園大学の募集停止を発表[1]。
- 2021年（令和3年） - 講堂である石橋メモリアルホールをブシロードグループの株式会社ブシロードミュージックに売却し、2022年春より同グループの株式会社劇団飛行船が運営する「飛行船シアター」に転換する計画を発表。また、劇団飛行船を筆頭に同グループと産学連携し、新たなる教育の開発に取り組む[2]としている。

## 民事訴訟
創設当初から石橋家による同族経営が続いている。2016年、理事の報酬問題および理事が関係する会社との不適切取引が明らかとなった。文部科学省の指導によって設置された第三者委員会は、2007年から2016年の間に理事が受け取った理事報酬について高額で不適切と指摘した、学園長の報酬も内規を順守しておらず、合理性に疑義があったと指摘した。さらに、理事が関連する企業に支払われた業務委託料についても不相当と指摘した。これらの指摘を受けて、理事は上野学園大学短期大学部学長や理事、評議員を全て辞任した。その後、これらの問題を告発した「新しい上野学園を作る会」共同代表の村上曜子（声楽家）と横山幸雄（ピアニスト）は、上野学園大学から相次いで解雇を通告された。村上は解雇無効と慰謝料の支払いを求め東京地方裁判所に提訴した。横山は地位保全の仮処分を申請する意向を示した。